# Вайнгорт Лев Семенович
Арій-Леон (Лев) Семенович Вайнгорт (нар. 27 листопада 1912, Варшава — 18 квітня 1994, Полтава) — архітектор і краєзнавець, член Спілки архітекторів України (з 1939 року).

## Біографія
Арій-Леон Вайнгорт народився 27 листопада 1912 року у Варшаві, в бідній єврейській родині. Ще малим батьки перевезли його в Полтаву.
У 1938 році Лев Вайнгорт закінчив Харківський інженерно-будівельний інститут. Після закінчення вишу деякий час працював на будівництві Московського метрополітену. Подальше його життя тісно пов'язане з Полтавою.
Протягом 32 років, з 1939 до 1970 року Лев Семенович Вайнгорт працював головним архітектором Полтави. Співавтор багатьох пам'ятників міста і багатьох наукових робіт з містобудування і архітектури Полтави. За його активної участі у повоєнні часи відновлено центр міста, проведено містобудівні заходи зі створення його чіткої планувальної структури, відтворено історичний вигляд Круглої площі.

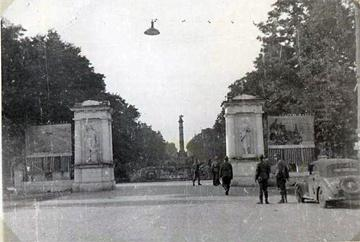
Вхід у Корпусний парк, 1941 рік

Одна з перших довоєнних робіт Л. С. Вайнгорта — вхідні пілони в Корпусний парк (розібрані в 1960-х роках). Після звільнення Полтави, у лютому 1944 року Лев Семенович був викликаний Полтавським обкомом КП(б)У і знову призначений головним архітектором Полтави. Під його керівництвом пройшла ліквідація руйнувань після війни. В 1946 році відновлений перший будинок ансамблю Круглої площі. У 1954 році Вайнгорт відновив Білу альтанку. Ротонду «Дружби народів» збудували за два місяці на місці альтанки зруйнованої окупантами. Лев Семенович добився будівництва нового будинку для музично-драматичного театру ім. М. В. Гоголя. Відкриття театру, побудованого за проектом архітекторів О. Крилова та О. Малишенка, відбулося в рік 100-річчя від дня народження М. В. Гоголя 7 листопада 1958 року.
Головному архітектору вдалося переконати керівництво міста та УСРР відновити унікальний архітектурний комплекс Круглої площі у стилі класицизму, що сформувався у ХІХ ст., а не створювати типовий для багатьох радянських міст ансамбль забудови. . План реставрації площі був реалізований у 1950-60-х роках, і сьогодні вона є однією з головних визначних пам’яток Полтави. 

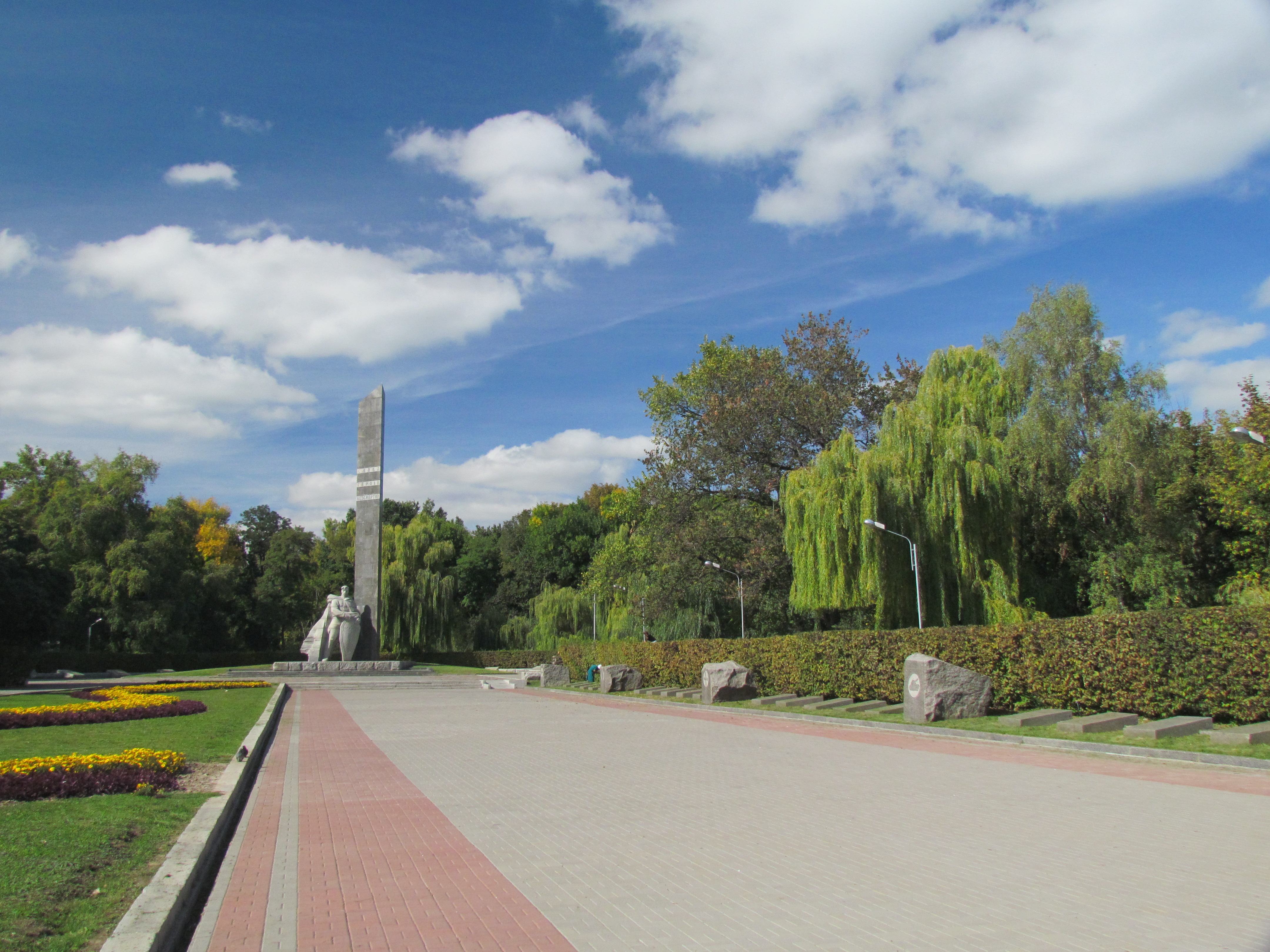
Меморіал Солдатської Слави — братська могила жертв фашизму

Завдяки умілому плануванню Вайнгорта промислові підприємства міста були винесені за залізницю, сплановані житлові мікрорайони. У 1960-х Лев Вайнгорт керував спорудженням пам'ятника Леніну і меморіального комплексу Солдатської Слави, автомобільно-залізничного мосту через Ворсклу, Будинку культури бавовнопрядильного комбінату, розбивкою Полтавського міського парку, який у 1987 році в конкурсі парків зайняв друге місце, поступившись лише Ізмайловському парку в Москві. За величезного сприяння Л. Вайнгорта був відновлений Хрестовоздвиженський монастир, а також збережена дзвіниця Святоуспенского собору.

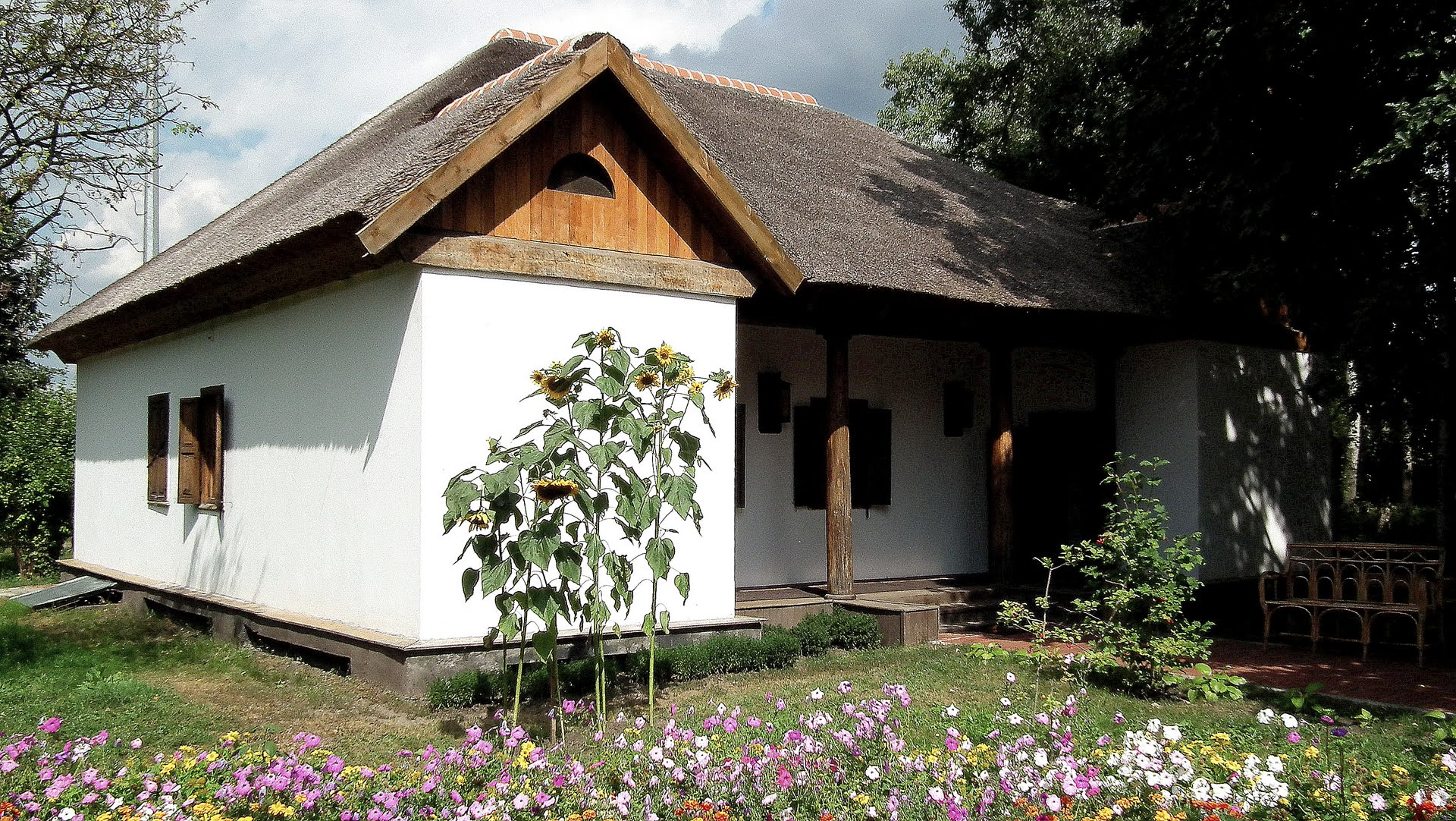
Музей-садиба М. В. Гоголя в Гоголевому

Протягом 1970–1981 років Лев Семенович Вайнгорт був доцентом кафедри архітектурного проектування Полтавського інженерно-будівельного інституту. Автор і перший директор (з 1981 р.) Національного музею-заповідника М. В. Гоголя в селі Гоголеве на Полтавщині.
Після виходу на пенсію, з 1986 року, працював старшим науковим співробітником Полтавського краєзнавчого музею, до реставрації якого доклав багато зусиль.
Автор багатьох науково-дослідницьких, історико-архітектурних праць. У тому числі путівника «Монумент Славы в Полтаве» (1959), дослідження «Полтава: Історико-архітектурний нарис» (1996 р., у співавторстві), книги «Записки провинциального архитектора» (2001).

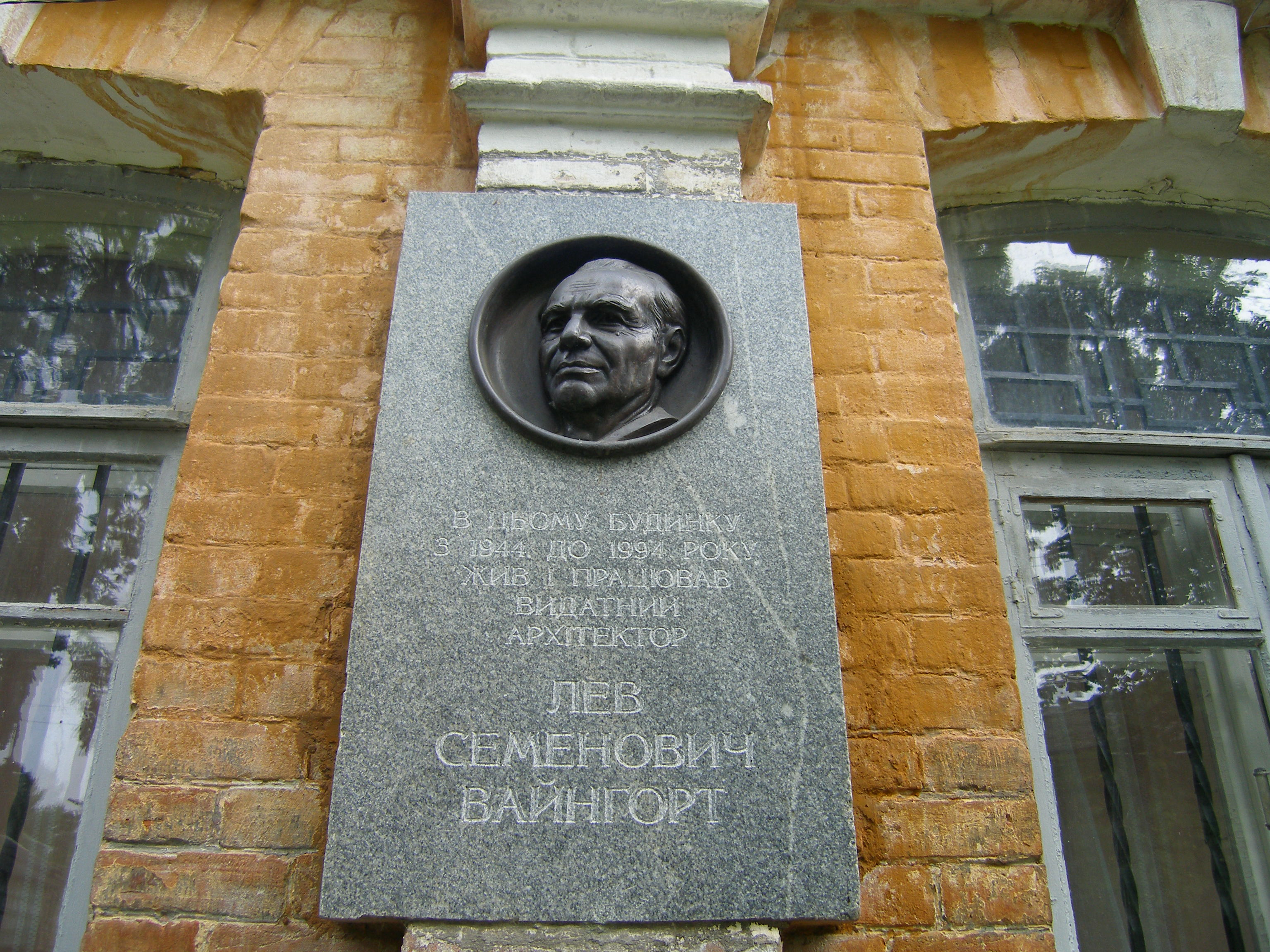
Меморіальна дошка на будинку де жив і працював Л. С. Вайнгорт

Помер архітектор 18 квітня 1994 року в Полтаві.

## Вшанування пам'яті
У 1995 році, до річниці смерті Л. С. Вайнгорта, в Полтаві, на будинку по вулиці Стрітенська, 10, де він жив з 1944 до 1994 року була встановлена меморіальна дошка з сірого граніту з бронзовим барельєфом. Автори — учні Вайнгорта архітектор В.Тригубов і скульптор В. Білоусов. На дошці напис «В цьому будинку жив і працював Л. С. Вайнгорт».
20 травня 2015 року в Полтаві провулок Вороніна було перейменовано на провулок Лева Вайнгорта.

Пам'ятник Леву Семеновичу Вайнгорту в Полтаві

28 листопада 2021 року в Полтаві за адресою: вулиця Капітана Володимира Кісельова, 1 відкрили пам'ятник Леву Вайнгорту. Скульптори Дмитро Коршунов, Володимир Голуб. Архітектори Артур Ароян та Василь Шулик. 